# John de Vere (1442-1513)
John de Vere (8 september 1442 - 10 maart 1513), 13e graaf van Oxford, was de tweede zoon van John de Vere, 12e graaf van Oxford, en Elizabeth Howard. 
Zijn vader en zijn oudste broer, Aubrey de Vere, werden in 1462 door John Tiptoft, 1e graaf van Worcester en bevelhebber van de Engelse strijdkrachten, beschuldigd van hoogverraad tegen de koning en terechtgesteld. Twee jaar later, in 1464, kreeg John de Vere toelating van koning Eduard IV om zijn vader op te volgen. 
John de Vere werd een van de voornaamste bevelhebbers van het Huis Lancaster gedurende de Rozenoorlogen. Hij droeg bij tot de overwinning van koning Hendrik VII tijdens de Slag bij Bosworth en hij werd een van de belangrijkste mannen tijdens het bewind van de koning.